# Cantone di Fruges
Il Cantone di Fruges è una divisione amministrativa dell'arrondissement di Montreuil-sur-Mer e dell'arrondissement di Saint-Omer.
A seguito della riforma approvata con decreto del 24 febbraio 2014, che ha avuto attuazione dopo le elezioni dipartimentali del 2015, è passato da 25 a 55 comuni.

## Composizione
I 25 comuni facenti parte prima della riforma del 2014 erano:
- Ambricourt
- Avondance
- Canlers
- Coupelle-Neuve
- Coupelle-Vieille
- Crépy
- Créquy
- Embry
- Fressin
- Fruges
- Hézecques
- Lebiez
- Lugy
- Matringhem
- Mencas
- Planques
- Radinghem
- Rimboval
- Royon
- Ruisseauville
- Sains-lès-Fressin
- Senlis
- Torcy
- Verchin
- Vincly

Dal 2015 i comuni appartenenti al cantone sono i seguenti 55:
- Ambricourt
- Audincthun
- Avondance
- Avroult
- Beaumetz-lès-Aire
- Bomy
- Canlers
- Clarques
- Coupelle-Neuve
- Coupelle-Vieille
- Coyecques
- Crépy
- Créquy
- Delettes
- Dennebrœucq
- Ecques
- Embry
- Enguinegatte
- Enquin-les-Mines
- Erny-Saint-Julien
- Fauquembergues
- Febvin-Palfart
- Fléchin
- Fressin
- Fruges
- Herbelles
- Heuringhem
- Hézecques
- Inghem
- Laires
- Lebiez
- Lugy
- Mametz
- Matringhem
- Mencas
- Merck-Saint-Liévin
- Planques
- Quiestède
- Racquinghem
- Radinghem
- Rebecques
- Reclinghem
- Renty
- Rimboval
- Royon
- Ruisseauville
- Sains-lès-Fressin
- Saint-Martin-d'Hardinghem
- Senlis
- Thérouanne
- Thiembronne
- Torcy
- Verchin
- Vincly
- Wardrecques